# Middle-earth Role Playing
Middle-earth Role Playing (MERP) var en spelmodul för rollspel i J.R.R. Tolkiens sagovärld Midgård, utvecklad av Iron Crown Enterprises. Systemet baserades på en förenklad version av Rolemaster vilket kom att färga spelsystemet och världen. MERP låg till grund till det svenska Sagan om ringen - rollspelet (en förenklad version).